# Łazy (Szydłowiec)
Pour les articles homonymes, voir Łazy.
Łazy [ˈwazɨ] est un village polonais, dans le Powiat de Szydłowiec et dans la voïvodie de Mazovie dans le centre-est de la Pologne.
Il est situé à environ 10 kilomètres au sud de Szydłowiec et à 120 kilomètres au sud de Varsovie.

Sa population compte 411 habitants en 2006.